# Circonscription de Kimbibit
La circonscription de Kimbibit est une des 177 circonscriptions législatives de l'État fédéré Oromia, elle se situe dans la Zone Nord Shoa. Son représentant actuel est Gulelat Dubre Dame.